# Melodifestivalen 2010

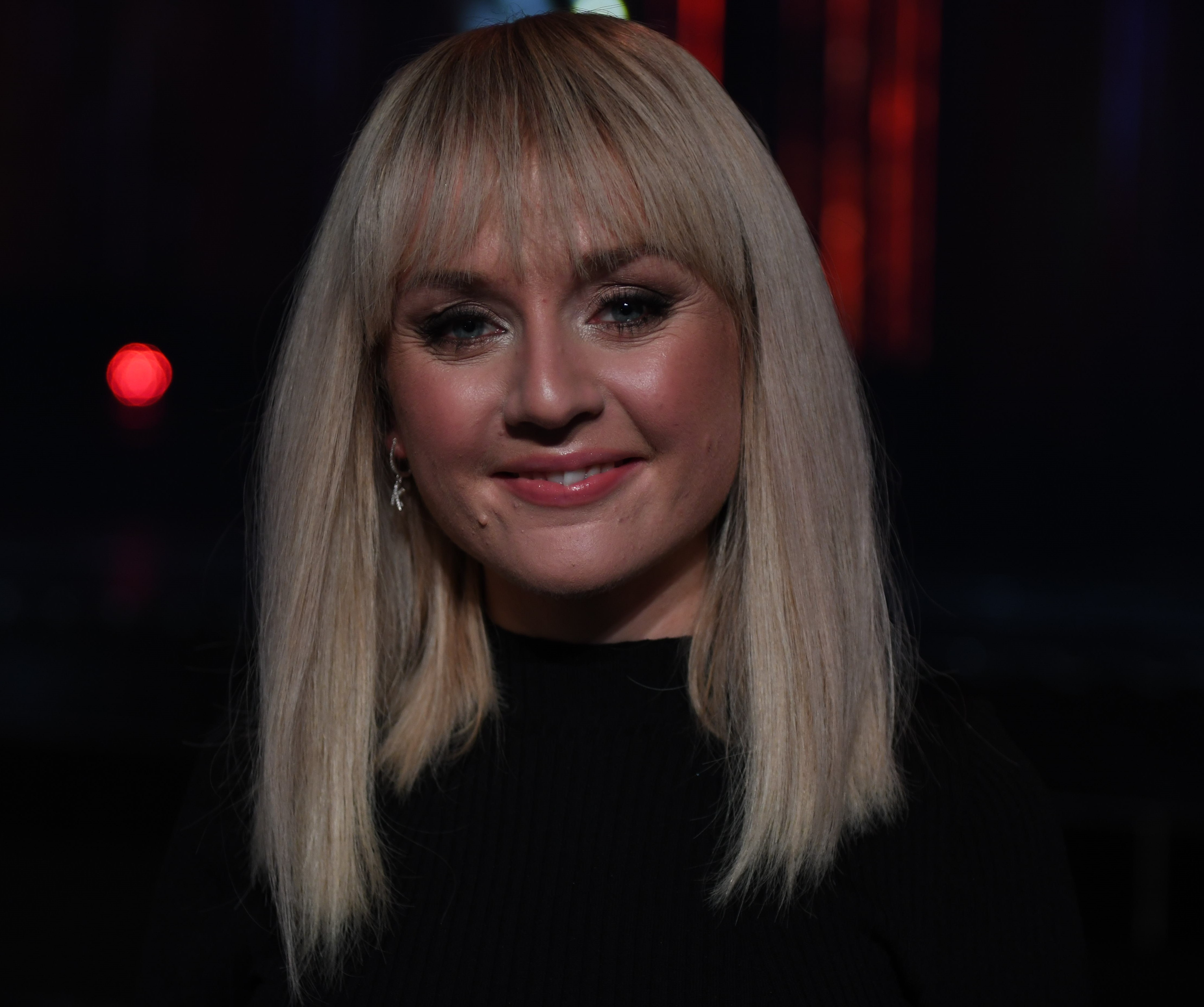
Anna Bergendahl vann Melodifestivalen 2010 med låten "This is my life". Anna Bergendahl fick därav tävla för Sverige i Eurovision Song Contest 2010. Dessvärre lyckades inte Anna Bergendahl ta sig till final i Eurovision Song Contest det året. Detta var första gången som Sverige ej lyckas ta sig till final i Eurovision Song Contest.

Melodifestivalen 2010 var den 50:e upplagan av Melodifestivalen tillika Sveriges uttagning till Eurovision Song Contest 2010, som detta år arrangerades i Oslo, Norge. Tävlingen utgjordes av en turné bestående av fyra deltävlingar à åtta bidrag, uppsamlingsheatet Andra chansen och slutligen en final där vinnaren, ”This Is My Life” med Anna Bergendahl, korades.

## Tävlingsupplägg
Sveriges Television lät för nionde året i rad använda sig av det deltävlingsformat som inför 2002 års tävling introducerades till tävlingen; tittarna avgjorde genom telefonröstning resultatet i de fyra deltävlingarna och uppsamlingsheatet Andra chansen, innan en final arrangerades. De fyra deltävlingarna sändes detta år från Örnsköldsvik, Sandviken, Göteborg och Malmö, Andra chansen från Örebro och finalen från Stockholm. Av totalt 2 860 inskickade bidrag utsågs 32 till tävlingsbidrag. Inför årets tävling lät Sveriges Television införa den så kallade webbjokern, som gick ut på att tittarna fick utse ett av tävlingsbidragen; konsekvensen blev att den av Sveriges Television tillsatta urvalsjuryn, tillsammans med Svenska musikförläggarföreningen, utsåg 27 istället för, som tidigare, 28 av tävlingens 32 bidrag, varpå Sveriges Television likt tidigare år kompletterade med fyra jokrar; bidragen fördelades sedan jämnt över de fyra deltävlingarna.
Sveriges Television gjorde för andra året i rad stora ändringar i formatet, sannolikt mot bakgrund av Sveriges låga placeringar i Eurovision Song Contest på senare tid, men också på grund av kritiken mot fjolårets format. I deltävlingarna skrotades duellomgången, som hade introducerats till tävlingen 2009, varpå man återgick till två tävlingsomgångar. Dessa två tävlingsomgångar liknade upplägget som hade använts från 2002 till 2008, men skiljde sig något, genom att tittarna fick utse en finalist redan efter den första omgången; i den första omgången röstade tittarna ut tre bidrag, medan ett bidrag, det med flest röster, röstades till final; i den andra omgången gjorde de bidrag som hade slutat på plats två till fem upp om den andra finalplatsen, och två platser i Andra chansen. Den internationella jury som året innan hade fått nominera ett bidrag i varje deltävling, för att senare utse en elfte finalist, skrotades. Totalt gick alltså 16 bidrag vidare från de fyra deltävlingarna, åtta till final och åtta till Andra chansen; de nionde och tionde finalplatserna utsågs av tittarna i dueller under det sistnämnda uppsamlingsheatet. Finalen utgjordes sedermera av tio bidrag. Likt tidigare år delade tittarna där makten med elva jurygrupper; de svenska jurygrupperna fick för första gången detta år dela makten med sex utländska jurygrupper, varpå de förstnämnda minskade i antal, från totalt elva till fem stycken. De fem svenska jurygrupperna utgjordes likt tidigare av några av Sveriges Televisions elva regionala nyhetsregioner.

### Regelverk
I enlighet med Melodifestivalens regelverk skulle tävlande artister och bidrag förhålla sig till följande:
- Endast svenska medborgare, som var folkbokförda i Sverige hösten 2009, fick skicka in bidrag till tävlingen; undantaget var personer som under perioden 1 oktober 2009–30 mars 2010 var anställda av Sveriges Television.
- Låtarna som skickades in fick inte överstiga tre minuter, och fick inte ha varit publicerade tidigare; Sveriges Television beslutade i sin tur när tävlingsbidragen fick släppas.
- Sveriges Television hade full beslutsrätt i att välja artist(er) till samtliga bidrag, varför de(n) som sjöng på respektive låts demoversion skulle vara beredd(a) på att framföra bidraget i tävlingen.
- Inskickade bidrag fick framföras på valfritt språk; i samband med inskickning skulle en svensk text till låtar som inte sjöngs på svenska eller engelska bifogas.
- Medverkande personer på scen, max åtta till antalet, skulle vara fyllda 16 år dagen då Eurovision Song Contest skulle komma att arrangeras, och skulle framföra all sång, utom eventuell körsång, live.
- Sveriges Television hade rätt att när som helst diskvalificera bidrag.
- Sveriges Television reserverade på förhand tio av de trettiotvå platserna åt svenskspråkiga bidrag; siffran kom senare att justeras.

## Datum och händelser
- Den 27 augusti 2009 presenterade Sveriges Television vilka städer som skulle komma att agera värdar under tävlingens sex sändningar.[1]
- Den 14 september 2009 presenterades regelverket för den så kallade webbjokern.[6] Tävlingen ägde rum på Melodifestivalens hemsida mellan den 21 september och 12 november samma år.[7]
- Senast den 22 september 2009 skulle bidragen till Melodifestivalen 2010 vara inskickade eller poststämplade till Sveriges Television.[8]
- Den 14 oktober 2009 presenterades bidragstitlarna och upphovsmännen till de 27 bidrag urvalsjuryn valt ut.[9]
- Med start den 3 november 2009 presenterade Sveriges Television i fyra omgångar de fyra bidrag som tävlade som jokrar;[10][11][12][13]
  - "Hollow" med Peter Jöback
  - "Keep On Walking" med Salem Al Fakir
  - "Sucker For Love" med Pauline
  - "You're out of My Life" med Darin
- Den 3 november 2009 presenterades tävlingens programledare; Christine Meltzer, Dolph Lundgren och Måns Zelmerlöw.
- Med start den 30 november 2009 presenterades de 32 bidragens tillhörande artister, deltävling för deltävling.[14][15]
- Den 8 januari 2010 offentliggjorde Sveriges Television startordningen i de fyra deltävlingarna.[16]
- Den 15 januari 2010 presenterade Sveriges Television det nya deltävlingsupplägget.[3]

### Turnéplan
- Lördagen den 6 februari 2010 – Deltävling 1, Fjällräven Center, Örnsköldsvik
- Lördagen den 13 februari 2010 – Deltävling 2, Göransson Arena, Sandviken
- Lördagen den 20 februari 2010 – Deltävling 3, Scandinavium, Göteborg
- Lördagen den 27 februari 2010 – Deltävling 4, Malmö Arena, Malmö
- Lördagen den 6 mars 2010 – Andra chansen, Conventum Arena, Örebro
- Lördagen den 13 mars 2010 – Final, Globen, Stockholm

## Webbjokern
En av de större förändringarna till festivalen 2010 var att tittarna fick vara med och utse ett bidrag till tävlingen, genom den så kallade webbjokern. Tävlingen gick ut på att musiker utan tidigare utgivna verk knutna till något skivbolag fick skicka in bidrag och göra upp om en plats i Melodifestivalen.

### Regelverk
I enlighet med Webbjokerns regelverk skulle tävlande artister och bidrag förhålla sig till följande:
- Varken bidragens upphovsmän eller de tävlande artisterna fick vara knutna till något skivbolag och därigenom givit ut musik.
- Låtarna som skickades in fick inte överstiga tre minuter, och fick inte ha varit publicerade tidigare; de bidrag som röstades ut kunde, som artister och upphovsmän så önskade, publiceras, medan det slutliga vinnarbidraget placerades i karantän inför tävlan i deltävlingen.
- Inskickade bidrag som togs ut till medvkeran kunde inte skickas in på nytt kommande år.
- De tävlande bidragen fick inte spelas offentligt annat än på SVT Play under tiden de tävlade.

### Tävlingsupplägg och resultat
Antalet inskickade bidrag mellan den 21 september och 4 oktober 2009 uppgick till totalt 246 stycken. Av dessa godkände Sveriges Television 180, som därför publicerades på Melodifestivalens hemsida. Tävlingen inleddes den 14 oktober 2009 och avgjordes veckovis genom SMS-röstning;
- efter en vecka eliminerades samtliga bidrag som då hade placerat sig högre än plats 100;
- efter två veckor eliminerades samtliga bidrag som då hade placerat sig högre än plats 50;
- efter tre veckor eliminerades samtliga bidrag som då hade placerat sig högre än plats 10.

Den 5 november 2009 inleddes finalveckan. Fram till den 11 november eliminerades ett bidrag om dagen, för att finalen sedermera skulle bestå av tre bidrag. Denna avgjordes den 12 november 2009 i Gomorron Sverige klockan 8:00–8:45 med Lotta Bouvin som programledare. Bidraget "Come and Get Me Now", framfört av MiSt, röstades fram som vinnare. Bandet meddelade emellertid att de inte hade lust att ställa upp i tävlingen på egen hand, varför gruppen Highlights kom att ställa upp tillsammans med dem i en duett.

## Deltävlingarna
| Återkommande artister      | Återkommande artister                         | Återkommande artister |
| Artist                     | Tidigare år (plac.)                           | Tidigare år (plac.)   |
| Artist                     | Mel.                                          | ESC                   |
| -------------------------- | --------------------------------------------- | --------------------- |
| Alcazar                    | 2003 (3:a) 2005 (3:a) 2009 (5:a)              | –                     |
| Andra Generationen         | 2008 (u.r.)                                   | –                     |
| Andreas Johnson            | 2006 (3:a) 2007 (2:a) 2008 (u.r.)             | –                     |
| Elin Lanto                 | 2007 (u.r.)                                   | –                     |
| Jessica Andersson          | 2003 (1:a) 2004 (6:a) 2006 (u.r.) 2007 (u.r.) | 2003 (5:a)            |
| Ola                        | 2008 (u.r.)                                   | –                     |
| Pernilla Wahlgren          | 1985 (4:a) 1991 (6:a) 2003 (2:a)              | –                     |
| Peter Jöback               | 1990 (9:a)                                    | –                     |
| Py Bäckman                 | 1979 (7:a) 1992 (5:a)                         | –                     |
| Sibel                      | 2008 (7:a)                                    | –                     |
| 1. 2. 3. 4. 5. 6. 7. 8. 9. |                                               |                       |

Deltävlingarna direktsändes i SVT1 varje lördag klockan 20.00–21.30. Tittarna avgjorde på egen hand resultatet i två omgångar; bidragen med flest och näst flest röster gick från omgång ett respektive två till final, medan bidragen med tredje respektive fjärde flest röster gick vidare till uppsamlingsheatet Andra chansen. De tre lägst placerade bidragen gallrades bort av tittarna redan efter första omgången, varpå räkneverken nollställdes för kvarvarande inför omgång två; det bidrag mest lägst antal röster i denna omgång fick sedermera också lämna tävlingen.
Likt tidigare år avgjorde tittarna resultatet genom att ringa. Tittarna kunda rösta genom att ringa antingen 099-902 0X, där X var bidragets startnummer, för 9,90 kronor, vilka oavkortat gick till Radiohjälpen, eller 099-202 0X, där X var bidraget startnummer, för 3,60 kronor per samtal. Det gick även att SMS-rösta genom att skicka bidragets startnummer till antingen 72 999, för 9,90 kronor vilka oavkortat gick till Radiohjälpen, eller 72 211, för 3,60 kronor per SMS. Bidragen som gick vidare till röstningsomgång två behöll sina respektive startnummer.
För första gången sedan deltävlingsformatets införande offentliggjordes samtliga bidrags placeringar i samband med resultatuppläsningen i deltävlingarna. Bidragen på plats sex, sju och åtta slogs likt tidigare ut efter den första omgången, medan bidraget på plats ett gick vidare till final. När resultatet i den andra röstningsomgången skulle läsas upp ställde Sveriges Television bidragen på plats fyra och fem mot varandra i bild när det första bidraget som hade gått till Andra chansen skulle ropas upp; kvar återstod då bidragen på plats två och tre, där det förstnämnda gick till final och det sistnämnda till Andra chansen. Ett undantag gjordes dock i den tredje deltävlingen, där bidragen på plats tre och fyra bytte plats i rutan. Hur många röster varje bidrag hade fått redovisades först dock efter finalen.
Bidragen "Never Heard of Him", framfört av okänd artist, och "Åt helvete för sent", senare inspelad som singel av Sara Löfgren, diskvalificerades den 15 oktober respektive 27 november 2009, det förstnämnda eftersom det hade funnits tillgängligt på internet, det sistnämnda på grund av oenighet kring vilken artist som skulle framföra bidraget i tävlingen; demoartisten, Mathias Holmgren, tackade nej till tävlan[källa behövs], medan Rikard Wolff, som ursprungligen hade tackat ja när Sveriges Television önskat honom som artist, tackade nej när låtskrivarna önskade Sara Löfgren som artist. Bidragen ersattes av "You're Making Me Hot-Hot-Hot", framfört av Linda Pritchard, och "The Saviour", framfört av Anders Ekborg. Timoteijs bidrag "Kom" skulle ursprungligen ha framförts på engelska som "Run"; språkbytet till svenska bekräftades av Sveriges Television den 7 december 2009.

### Deltävling 1: Örnsköldsvik
Deltävlingen sändes från Fjällräven Center i Örnsköldsvik lördagen den 6 februari 2010.

#### Startfält
Bidragen presenteras nedan i startordning.
| Nr | Artist            | Bidrag                       | Text och musik                                                     |
| -- | ----------------- | ---------------------------- | ------------------------------------------------------------------ |
| 1  | Ola Svensson      | Unstoppable                  | Alexander Kronlund, Dimitri Stassos, Hanif Sabzevari, Ola Svensson |
| 2  | Jenny Silver      | A Place to Stay              | Torben Hedlund                                                     |
| 3  | Linda Pritchard   | You're Making Me Hot-Hot-Hot | Johan Fransson, Tim Larsson, Tobias Lundgren                       |
| 4  | Pain of Salvation | Road Salt                    | Daniel Gildenlöw                                                   |
| 5  | Anders Ekborg     | The Saviour                  | Henrik Janson, Tony Nilsson                                        |
| 6  | Jessica Andersson | I Did It for Love            | Kristian Wejshag, Lars Diedricson                                  |
| 7  | Frispråkarn       | Singel                       | Hamed Pirouzpanah, Håkan Bäckman                                   |
| 8  | Salem Al Fakir    | Keep On Walking              | Salem Al Fakir                                                     |

#### Resultat
| Nr | Bidrag                       | Antal röster | Antal röster | Plac. | Anm.          |
| Nr | Bidrag                       | Omgång 1     | Omgång 2     | Plac. | Anm.          |
| -- | ---------------------------- | ------------ | ------------ | ----- | ------------- |
| 1  | Unstoppable                  | 44 796       | 64 601       | 2     | Till final    |
| 2  | A Place to Stay              | 6 970        | —            | 8     | Utröstad      |
| 3  | You're Making Me Hot-Hot-Hot | 27 482       | 34 609       | 5     | Utröstad      |
| 4  | Road Salt                    | 28 457       | 46 788       | 4     | Andra chansen |
| 5  | The Saviour                  | 26 044       | —            | 6     | Utröstad      |
| 6  | I Did It for Love            | 45 622       | 57 629       | 3     | Andra chansen |
| 7  | Singel                       | 13 592       | —            | 7     | Utröstad      |
| 8  | Keep On Walking              | 47 047       | —            | 1     | Till final    |

#### Siffror
- Antal TV-tittare: 2 976 000 tittare[22]
- Antal telefonröster: 446 411 röster[22]
- Summa pengar insamlad till Radiohjälpen: 1 065 492 kronor[22]

### Deltävling 2: Sandviken
Deltävlingen sändes från Göransson Arena i Sandviken lördagen den 13 februari 2010.

#### Startfält
Bidragen presenteras nedan i startordning.
| Nr | Artist                               | Bidrag                       | Text och musik                                                                                                   |
| -- | ------------------------------------ | ---------------------------- | --- |
| 1  | Eric Saade                           | Manboy                       | Fredrik Kempe, Peter Boström                                                                                     |
| 2  | Andra Generationen & Dogge Doggelito | Hippare Hoppare              | Douglas Léon, Mats Nilsson, Otis Sandsjö, Stevan Tomulevski, Teddy Paunkoski, Vlatko Ancevski, Vlatko Gicarevski |
| 3  | Anna Maria Espinosa                  | Innan alla ljusen brunnit ut | Dan Attlerud, Stefan Woody                                                                                       |
| 4  | Highlights & MiSt                    | Come and Get Me Now          | Mia Terngård, Stefan Lebert                                                                                      |
| 5  | Pauline                              | Sucker For Love              | Andreas Levander, Fredrik Ödesjö, Johan Wetterberg, Pauline Kamusewu                                             |
| 6  | Andreas Johnson                      | We Can Work It Out           | Andreas Johnson, Bobby Ljunggren, Marcos Ubeda                                                                   |
| 7  | Kalle Moraeus & Orsa spelmän         | Underbart                    | Johan Moraeus, Lina Eriksson                                                                                     |
| 8  | Hanna Lindblad                       | Manipulated                  | Erik Lewander, Hayden Bell, Iggy Strange-Dahl, Sarah Lundbäck                                                    |

#### Resultat
| Nr | Bidrag                       | Antal röster | Antal röster | Plac. | Anm.          |
| Nr | Bidrag                       | Omgång 1     | Omgång 2     | Plac. | Anm.          |
| -- | ---------------------------- | ------------ | ------------ | ----- | ------------- |
| 1  | Manboy                       | 58 005       | —            | 1     | Till final    |
| 2  | Hippare Hoppare              | 18 411       | —            | 6     | Utröstad      |
| 3  | Innan alla ljusen brunnit ut | 6 155        | —            | 8     | Utröstad      |
| 4  | Come and Get Me Now          | 10 978       | —            | 7     | Utröstad      |
| 5  | Sucker For Love              | 37 478       | 53 604       | 4     | Andra chansen |
| 6  | We Can Work It Out           | 43 794       | 66 794       | 2     | Till final    |
| 7  | Underbart                    | 54 912       | 57 063       | 3     | Andra chansen |
| 8  | Manipulated                  | 22 504       | 27 287       | 5     | Utröstad      |

#### Siffror
- Antal TV-tittare: 2 823 000 tittare[22]
- Antal telefonröster: 460 984 röster[22]
- Summa pengar insamlad till Radiohjälpen: 1 028 126 kronor[22]

### Deltävling 3: Göteborg
Deltävlingen sändes från Scandinavium i Göteborg lördagen den 20 februari 2010.

#### Startfält
Bidragen presenteras nedan i startordning.
| Nr | Artist              | Bidrag                    | Text och musik                                 |
| -- | ------------------- | ------------------------- | ---------------------------------------------- |
| 1  | Alcazar             | Headlines                 | Peter Boström, Tony Nilsson                    |
| 2  | Johannes Bah Kuhnke | Tonight                   | Anders Hansson, Sharon Vaughn                  |
| 3  | Elin Lanto          | Doctor Doctor             | Mirja Breitholtz, Tony Nilsson                 |
| 4  | Erik Linder         | Hur kan jag tro på kärlek | Kenneth Gärdestad, Niclas Lundin, Tony Malm    |
| 5  | Getty Domein        | Yeba                      | Getty Domein, Tuomas Pyhäjärvi                 |
| 6  | Timoteij            | Kom                       | Gustav Eurén, Karl Eurén, Niclas Arn           |
| 7  | Darin               | You're Out of My Life     | Henrik Janson, Tony Nilsson                    |
| 8  | Crucified Barbara   | Heaven or Hell            | Björn Lönnroos, Håkan Larsson, Jörgen Svensson |

#### Resultat
| Nr | Bidrag                    | Antal röster | Antal röster | Plac. | Anm.          |
| Nr | Bidrag                    | Omgång 1     | Omgång 2     | Plac. | Anm.          |
| -- | ------------------------- | ------------ | ------------ | ----- | ------------- |
| 1  | Headlines                 | 31 978       | 40 234       | 4     | Andra chansen |
| 2  | Tonight                   | 6 201        | —            | 8     | Utröstad      |
| 3  | Doctor Doctor             | 16 491       | —            | 7     | Utröstad      |
| 4  | Hur kan jag tro på kärlek | 22 327       | 28 482       | 5     | Utröstad      |
| 5  | Yeba                      | 16 572       | —            | 6     | Utröstad      |
| 6  | Kom                       | 65 762       | —            | 1     | Till final    |
| 7  | You're Out of My Life     | 63 144       | 113 593      | 2     | Till final    |
| 8  | Heaven or Hell            | 51 179       | 61 923       | 3     | Andra chansen |

#### Siffror
- Antal TV-tittare: 2 876 000 tittare[22]
- Antal telefonröster: 521 115 röster[22]
- Summa pengar insamlad till Radiohjälpen: 920 805 kronor[22]

### Deltävling 4: Malmö
Deltävlingen sändes från Malmö Arena i Malmö lördagen den 27 februari 2010.

#### Startfält
Bidragen presenteras nedan i startordning.
| Nr | Artist            | Bidrag               | Text och musik                                                        |
| -- | ----------------- | -------------------- | --------------------------------------------------------------------- |
| 1  | Sibel             | Stop                 | Dimitri Stassos, Mikaela Stenström                                    |
| 2  | Py Bäckman        | Magisk stjärna       | Micke Wennborn, Py Bäckman                                            |
| 3  | Neo               | Human Frontier       | Anneli Axelsson, Tobias Jonsson                                       |
| 4  | Lovestoned        | Thursdays            | Peter Boström, Sharon Vaughn, Thomas G:son                            |
| 5  | Anna Bergendahl   | This Is My Life      | Bobby Ljunggren, Kristian Lagerström                                  |
| 6  | Pernilla Wahlgren | Jag vill om du vågar | Daniel Barkman, Jörgen Ringqvist, Pernilla Wahlgren, Pontus Assarsson |
| 7  | Noll disciplin    | Idiot                | Niklas Jarl, Per Aldeheim                                             |
| 8  | Peter Jöback      | Hollow               | Anders Hansson, Fredrik Kempe                                         |

#### Resultat
| Nr | Bidrag               | Antal röster | Antal röster | Plac. | Anm.          |
| Nr | Bidrag               | Omgång 1     | Omgång 2     | Plac. | Anm.          |
| -- | -------------------- | ------------ | ------------ | ----- | ------------- |
| 1  | Stop                 | 16 513       | —            | 7     | Utröstad      |
| 2  | Magisk stjärna       | 3 822        | —            | 8     | Utröstad      |
| 3  | Human Frontier       | 25 772       | 31 110       | 4     | Andra chansen |
| 4  | Thursdays            | 25 070       | —            | 6     | Utröstad      |
| 5  | This Is My Life      | 52 838       | —            | 1     | Till final    |
| 6  | Jag vill om du vågar | 36 138       | 42 439       | 3     | Andra chansen |
| 7  | Idiot                | 27 504       | 26 082       | 5     | Utröstad      |
| 8  | Hollow               | 49 464       | 61 099       | 2     | Till final    |

#### Siffror
- Antal TV-tittare: 2 363 000 tittare[22]
- Antal telefonröster: 400 496 röster[22]
- Summa pengar insamlad till Radiohjälpen: 693 677 kronor[22]

## Andra chansen: Örebro
Andra chansen sändes från Conventum Arena i Örebro lördagen den 6 mars 2010 klockan 20:00–21:30 direkt i SVT1.
I uppsamlingsheatet tävlade de bidrag som hade placerat sig på tredje och fjärde plats i deltävlingarna. Inramningen av programmet bestod likt fjolårets tävling av sex dueller, i vilka de tävlande bidragen duellerade om de två sista lediga platserna i finalen. Tittarna kunde likt i deltävlingarna rösta genom att ringa antingen 099-902 0X, där X var bidragets startnummer, för 9,90 kronor, vilka oavkortat gick till Radiohjälpen, eller 099-202 0X, där X var bidraget startnummer, för 3,60 kronor per samtal. Det gick även att SMS-rösta genom att skicka bidragets startnummer till antingen 72 999, för 9,90 kronor vilka oavkortat gick till Radiohjälpen, eller 72 211, för 3,60 kronor per SMS. I varje duell duellerade bidragen med startnummer ett och två, vilket innebar att tittarna enbart kunde rösta på de bidrag som tävlade i den pågående duellen; efter avslutad duell visades en snabbrepris, varpå omröstningen avslutades och nästkommande duell påbörjades.
Resultatet avgjordes i sex dueller, uppdelade på två omgångar. Sveriges Television hade på förhand bestämt att ett bidrag från deltävling x skulle möta ett bidrag från deltävling y i var och en av de fyra duellerna i uppsamlingsheatets första omgång. De bidrag som vann sina respektive dueller fick därefter duellerna mot en ny motståndare i tävlingens andra omgång; utfallet av duellträdet blev att vinnarna i duell nummer ett och två, och vinnarna i duell nummer tre och fyra, fick göra upp om segern i två dueller. Vinnarna i de två avgörande duellerna gick sedermera vidare till final. Sveriges Television hade på förhand även bestämt att de kvalificerade bidragens startnummer, där a innebär tidigast och b senast, i respektive deltävling skulle avgöra vilken plats i duellträdet som skulle upptas:
- De bidrag med startnummer a i deltävling ett och två fick den respektive deltävlingens första duellplats, medan de bidrag med startnummer b fick den respektive deltävlingens andra duellplats; således fick Pain of Salvation och Pauline sina respektive deltävlingars första duellplatser, eftersom de i sina respektive deltävlingar startat före Jessica Andersson och Kalle Moreaus & Orsa Spelmän, som därav fick sina respektive deltävlingars andra duellplatser.
- De bidrag med startnummer b i deltävling tre och fyra fick den respektive deltävlingens första duellplats, medan de bidrag med startnummer a fick den respektive deltävlingens andra duellplats; således fick Crucified Barbara och Pernilla Wahlgren sina respektive deltävlingars första duellplatser, eftersom de i sina respektive deltävlingar hade startat efter Alcazar och NEO, som därav fick sina respektive deltävlingars andra duellplatser.

### Startfält
Bidragen presenteras nedan i kronologisk ordning efter deltävling och startnummer.
| Deltävl. | Artist                       | Bidrag               | Text och musik                                                        | Duell |
| -------- | ---------------------------- | -------------------- | --------------------------------------------------------------------- | ----- |
| 1        | Pain of Salvation            | Road Salt            | Daniel Gildenlöw                                                      | 1     |
| 1        | Jessica Andersson            | I Did It for Love    | Kristian Wejshag, Lars Diedricson                                     | 4     |
| 2        | Pauline                      | Sucker For Love      | Andreas Levander, Fredrik Ödesjö, Johan Wetterberg, Pauline Kamusewu  | 2     |
| 2        | Kalle Moraeus & Orsa spelmän | Underbart            | Johan Moraeus, Lina Eriksson                                          | 3     |
| 3        | Alcazar                      | Headlines            | Peter Boström, Tony Nilsson                                           | 4     |
| 3        | Crucified Barbara            | Heaven or Hell       | Björn Lönnroos, Håkan Larsson, Jörgen Svensson                        | 2     |
| 4        | Neo                          | Human Frontier       | Anneli Axelsson, Tobias Jonsson                                       | 3     |
| 4        | Pernilla Wahlgren            | Jag vill om du vågar | Daniel Barkman, Jörgen Ringqvist, Pernilla Wahlgren, Pontus Assarsson | 1     |

#### Resultat
| Duellomgång 1 | Duellomgång 1 | Duellomgång 1 | Duellomgång 1 | Duellomgång 1 | Duellomgång 1 |
| ------------- | ------------- | ------------- | ------------- | ------------- | ------------- |

| Duellomgång 2 | Duellomgång 2 | Duellomgång 2 | Duellomgång 2 | Duellomgång 2 |
| ------------- | ------------- | ------------- | ------------- | ------------- |

| Duell | D:O | Nr | Bidrag | Antal röster | Anm. |
| ----- | --- | -- | ------ | ------------ | ---- |

| Duell | Nr | Bidrag | Antal röster | Anm. |
| ----- | -- | ------ | ------------ | ---- |

| 1 | 1:T | 1 | Road Salt            | 52 570 | Utröstad      |
| 1 | 4:S | 2 | Jag vill om du vågar | 62 677 | Duellomgång 2 |
| 2 | 2:T | 1 | Sucker For Love      | 50 111 | Utröstad      |
| 2 | 3:S | 2 | Heaven or Hell       | 54 139 | Duellomgång 2 |
| 3 | 2:S | 1 | Underbart            | 81 619 | Duellomgång 2 |
| 3 | 4:T | 2 | Human Frontier       | 50 700 | Utröstad      |
| 4 | 3:T | 1 | Headlines            | 68 618 | Utröstad      |
| 4 | 1:S | 2 | I Did It For Love    | 94 623 | Duellomgång 2 |

| 1 | 1 | Jag vill om du vågar | 79 693 | Till final |
| 2 | 2 | Heaven or Hell       | 74 933 | Utröstad   |

| 3 | 1 | Underbart         | 90 050 | Utröstad   |
| 4 | 2 | I Did It For Love | 93 447 | Till final |

#### Siffror
- Antal TV-tittare: 2 894 000 tittare[22]
- Antal telefonröster: 853 180 röster[22]
- Summa pengar insamlad till Radiohjälpen: 1 748 067 kronor[22]

## Finalen: Stockholm
Finalen sändes från Globen i Stockholm lördagen den 13 mars 2010 klockan 20:00–22:00 direkt i SVT1. Av de tio finalisterna hade åtta kvalificerat sig direkt från sina respektive deltävlingar, och två från uppsamlingsheatet Andra chansen.
Resultatet avgjordes likt tidigare år i form av kombinerad jury- och telefonröstning. Tittarna kunde rösta genom att ringa antingen 099-902 0X, där X var bidragets startnummer, för 9,90 kronor, vilka oavkortat gick till Radiohjälpen, eller 099-202 0X, där X var bidraget startnummer, för 3,60 kronor per samtal. Det gick även att SMS-rösta genom att skicka bidragets startnummer till antingen 72 999, för 9,90 kronor vilka oavkortat gick till Radiohjälpen, eller 72 211, för 3,60 kronor per SMS. Tittarna hade möjlighet att rösta även under tiden de elva jurygrupperna lämnade sina poäng. De elva jurygrupperna bestod till antalet av sex länder och fem svenska regionala nyhetsdistrikt, och avlade poängen 1, 2, 4, 6, 8, 10 och 12; totalt 473 poäng. Tittarnas poäng blev multiplar av elva; 11, 22, 44, 66, 88, 110 och 132 poäng till de sju bidrag som fick flest röster i tittaromröstningen.

### Startfält
Bidragen listas nedan i startordning.
| Nr | Artist            | Bidrag                | Text och musik                                                        | Deltävl.  |
| -- | ----------------- | --------------------- | --------------------------------------------------------------------- | --------- |
| 1  | Darin             | You're Out of My Life | Henrik Janson, Tony Nilsson                                           | 3         |
| 2  | Pernilla Wahlgren | Jag vill om du vågar  | Daniel Barkman, Jörgen Ringqvist, Pernilla Wahlgren, Pontus Assarsson | 4 + A. C. |
| 3  | Andreas Johnson   | We Can Work It Out    | Andreas Johnson, Bobby Ljunggren, Marcos Ubeda                        | 2         |
| 4  | Timoteij          | Kom                   | Gustav Eurén, Karl Eurén, Niclas Arn                                  | 3         |
| 5  | Peter Jöback      | Hollow                | Anders Hansson, Fredrik Kempe                                         | 4         |
| 6  | Ola Svensson      | Unstoppable           | Alexander Kronlund, Dimitri Stassos, Hanif Sabzevari, Ola Svensson    | 1         |
| 7  | Jessica Andersson | I Did It for Love     | Kristian Wejshag, Lars Diedricson                                     | 1 + A. C. |
| 8  | Salem Al Fakir    | Keep On Walking       | Salem Al Fakir                                                        | 1         |
| 9  | Anna Bergendahl   | This Is My Life       | Bobby Ljunggren, Kristian Lagerström                                  | 4         |
| 10 | Eric Saade        | Manboy                | Fredrik Kempe, Peter Boström                                          | 2         |

#### Resultat
| Poängskillnad | Poängskillnad         | Poängskillnad   | Poängskillnad         | Poängskillnad   |    |
| Plac.         | I. J.                 | Poäng           | S. J.                 | Poäng           |    |
| ------------- | --------------------- | --------------- | --------------------- | --------------- | -- |
| Plac.         | 1                     | Keep On Walking | 45                    | This Is My Life | 54 |
| 2             | Manboy                | 40              | Keep On Walking       | 50              |    |
| 3             | We Can Work It Out    | 38              | You're Out Of My Life | 23              |    |
| 4             | Unstoppable           | 34              | Kom                   | 21              |    |
| 5             | Kom                   | 30              | Hollow                | 20              |    |
| 6             | You're Out Of My Life | 28              | Unstoppable           | 13              |    |
| 7             | This Is My Life       | 28              | We Can Work It Out    | 12              |    |
| 8             | Jag vill om du vågar  | 11              | I Did It For Love     | 12              |    |
| 9             | I Did It For Love     | 3               | Manboy                | 9               |    |
| 10            | Hollow                | 1               | Jag vill om du vågar  | 1               |    |

De internationella jurygrupperna markeras i tabellen med grön färg; de svenska markeras i sin tur med blå.
| Nr | Bidrag               | Juryomröstningen | Juryomröstningen      | Juryomröstningen | Juryomröstningen | Juryomröstningen | Juryomröstningen | Juryomröstningen | Juryomröstningen | Juryomröstningen | Juryomröstningen | Juryomröstningen | Juryomröstningen | Tittaromröstningen | Tittaromröstningen | Summa | Plac. |   |   |    |         |    |     |   |
| Nr | Bidrag               | RU               | RS                    | GR               | FR               | IE               | NO               | Lå               | Uå               | Gg               | Mö               | Sm               | Poäng            | Antal röster       | Poäng              | Summa | Plac. |   |   |    |         |    |     |   |
| -- | -------------------- | ---------------- | --------------------- | ---------------- | ---------------- | ---------------- | ---------------- | ---------------- | ---------------- | ---------------- | ---------------- | ---------------- | ---------------- | ------------------ | ------------------ | ----- | ----- | - | - | -- | ------- | -- | --- | - |
| Nr | Bidrag               | 1                | You're Out of My Life | 12               | —                | 12               | 2                | —                | 2                | 4                | 1                | 2                | Poäng            | Antal röster       | Poäng              | Summa | Plac. | 8 | 8 | 51 | 209 392 | 66 | 117 | 4 |
| 2  | Jag vill om du vågar | —                | 4                     | —                | —                | 6                | 1                | 1                | —                | —                | —                | —                | 12               | 37 408             | —                  | 12    | 10    |   |   |    |         |    |     |   |
| 3  | We Can Work It Out   | 4                | 6                     | 10               | 10               | 4                | 4                | —                | —                | 6                | 4                | 2                | 50               | 59 587             | —                  | 50    | 6     |   |   |    |         |    |     |   |
| 4  | Kom                  | 2                | 2                     | 6                | 4                | 8                | 8                | 12               | 8                | —                | 1                | —                | 51               | 188 002            | 44                 | 95    | 5     |   |   |    |         |    |     |   |
| 5  | Hollow               | —                | —                     | —                | 1                | —                | —                | —                | 4                | 10               | —                | 6                | 21               | 77 776             | 11                 | 32    | 9     |   |   |    |         |    |     |   |
| 6  | Unstoppable          | 1                | 12                    | 1                | 8                | 12               | —                | 2                | —                | 4                | 6                | 1                | 47               | 74 358             | —                  | 47    | 7     |   |   |    |         |    |     |   |
| 7  | I Did It for Love    | —                | 1                     | 2                | —                | —                | —                | 6                | 6                | —                | —                | —                | 15               | 110 339            | 22                 | 37    | 8     |   |   |    |         |    |     |   |
| 8  | Keep On Walking      | 10               | 10                    | —                | 12               | 1                | 12               | 10               | 10               | 8                | 10               | 12               | 95               | 299 746            | 88                 | 183   | 2     |   |   |    |         |    |     |   |
| 9  | This Is My Life      | 8                | —                     | 4                | —                | 10               | 6                | 8                | 12               | 12               | 12               | 10               | 82               | 363 546            | 132                | 214   | 1     |   |   |    |         |    |     |   |
| 10 | Manboy               | 6                | 8                     | 8                | 6                | 2                | 10               | —                | 2                | 1                | 2                | 4                | 49               | 334 750            | 110                | 159   | 3     |   |   |    |         |    |     |   |

#### Siffror
- Antal TV-tittare: 3 870 000 tittare[22]
- Antal telefonröster: 1 754 904 röster[22]
- Summa pengar insamlad till Radiohjälpen: 3 450 099 kronor[22]

Total statistik för hela turnén:
- Genomsnittligt antal TV-tittare per program: 2 967 000 tittare
- Totalt antal telefonröster: 4 473 090 röster
- Total summa pengar insamlad till Radiohjälpen: 8 906 266 kronor

### Juryuppläsare
Samtliga röster lästes upp från Globen. Med greenscreen-teknik gavs intrycket att juryns medlemmar var på sin hemort.

#### Internationella juryn
- Ryssland: Antonina Ordina
- Serbien: Jovan Radomir
- Grekland: Alexandra Pascalidou
- Frankrike: Amina Annabi
- Irland: Donal Hamill
- Norge: Alexander Rybak

#### Svenska juryn
- Luleå: Lena Callne
- Umeå: Doreen Månsson
- Göteborg: Timo Räisänen
- Malmö: Robin Paulsson
- Stockholm: Lotta Bromé